# Sandila
Sandila is een stad en gemeente in het district Hardoi van de Indiase staat Uttar Pradesh. 

## Demografie
Volgens de Indiase volkstelling van 2001 wonen er 48.831 mensen in Sandila, waarvan 52% mannelijk en 48% vrouwelijk is. De plaats heeft een alfabetiseringsgraad van 50%. 